# Festival de la Cançó d'Eurovisió 2011
El LVI Festival de la Cançó d'Eurovisió fou la 56a edició del Festival de la Cançó d'Eurovisió que es va celebrar a Düsseldorf (Alemanya), després que la representant d'aquest país, Lena Meyer-Landrut, obtingués la victòria en l'edició de 2010 amb la cançó Satellite. Malgrat que inicialment es va plantejar la celebració del festival entre el 17 i el 21 de maig de 2011, el canal ARD/NDR va decidir avançar les dates una setmana (entre el 10 i el 14 de maig) per evitar problemes amb la transmissió d'alguns esdeveniments esportius que s'havien de realitzar les últimes setmanes del mes, com la final de la Bundesliga.
Els presentadors d'aquesta edició van ser Anke Engelke, Judith Rakers i Stefan Raab. Per primera vegada en la història del festival, un canal privat que no pertany a la UER va participar en l'esdeveniment com a organitzador després que ProSieben col·laborés en la realització del certamen i en l'emissió de la primera semifinal per al territori alemany.
Diferents ciutats van manifestar els seus desitjos d'organitzar el tercer festival en terres alemanyes i el primer des de la Reunificació. Anteriorment, Frankfurt del Main i Múnic van acollir el festival en les edicions de 1957 i 1983, respectivament, essent ambdues ciutats part de la llavors República Federal Alemanya. Quatre ciutats van presentar oficialment la seva candidatura per acollir el festival, essent la capital de l'estat de Renània del Nord-Westfàlia la guanyadora, superant a Berlín, Hannover i Hamburg. L'esdeveniment es va dur a terme a l'ESPIRIT arena, amb capacitat per a 35.000 espectadors.
43 països van participar en l'esdeveniment, igualant el rècord de participants establert a Belgrad 2008. Itàlia va retornar al concurs després d'una prolongada absència de 13 anys, igual que Àustria que retornà després de retirar-se el 2007. També van retornar San Marino després del seu debut el 2008 i Hongria després del seu parèntesi el 2010. Per tant, quatre països van retornar a Eurovisió. En aquesta edició no es va retirar cap país.
El concurs va tenir la mateixa estructura de les edicions anteriors, amb dues semifinals per triar a 10 finalistes cadascuna. A la final, aquests 20 participants es van unir a aquells ja classificats per ser membres del Big Five, aquells que són els màxims contribuents del festival en l'àmbit econòmic. Alemanya es va convertir en el primer país d'aquest grup en guanyar el festival des de la seva aparició l'any 2000, però la seva plaça automàtica a la final no va ser substituïda per cap altre país. El retorn italià al festival a més va generar l'ampliació del Big Four al Big Five, per la qual cosa la final va comptar amb 25 participants com de costum.
Tot i no haver-hi un clar favorit, els representants del Regne Unit, el grup Blue, el francès Amaury Vassili i la participant d'Estònia, Getter Jaani, encapçalaven les llistes a les cases d'apostes, tot i que al final acabarien decebent el públic en quedar als llocs 11, 15 i 24, respectivament. Altres favorits eren els participants de Suècia, Irlanda, Alemanya, Noruega i Israel, que van tenir resultats dispars entre si; mentre els tres primers van aconseguir entrar en el top 10, el tema noruec Haba Haba i l'israelià Ding Dong no van aconseguir passar de la semifinal.
Aquest festival es va convertir en un dels més sorprenents degut als seus resultats inesperats. Finalistes habituals van ser eliminats en semifinals, com Armènia, Noruega i Turquia. Països habitualment eliminats a les semifinals van arribar a la final, com Estònia, Eslovènia i Lituània. Els quatre grans favorits (Regne Unit, Estònia, França i Rússia) van acabar decebent al públic, i es van aconseguir classificar 5 països d'Europa Occidental al top 10, cosa que no passava des de 2004, quan n'hi van quedar 6.
La cançó Running Scared, interpretada pel duet format per Eldar Gasimov i Nigar Jamal en representació de l'Azerbaidjan va guanyar el concurs amb un total de 221 punts, essent la primera victòria que obté aquest país des del seu debut a l'edició de 2008. La segona posició la va obtenir el cantautor de jazz italià Raphael Gualazzi amb el tema Madness of Love, aconseguint una de les millors posicions d'aquest país en la història del concurs. El tercer lloc va ser per al cantant de pop suec Eric Saade amb el tema Popular, que va aconseguir la primera victòria en una semifinal per al seu país, a més de ser la millor participació d'aquest país en una final des de la victòria a l'edició de 1999 amb Charlotte Nilsson.

## Organització

### Seu del festival

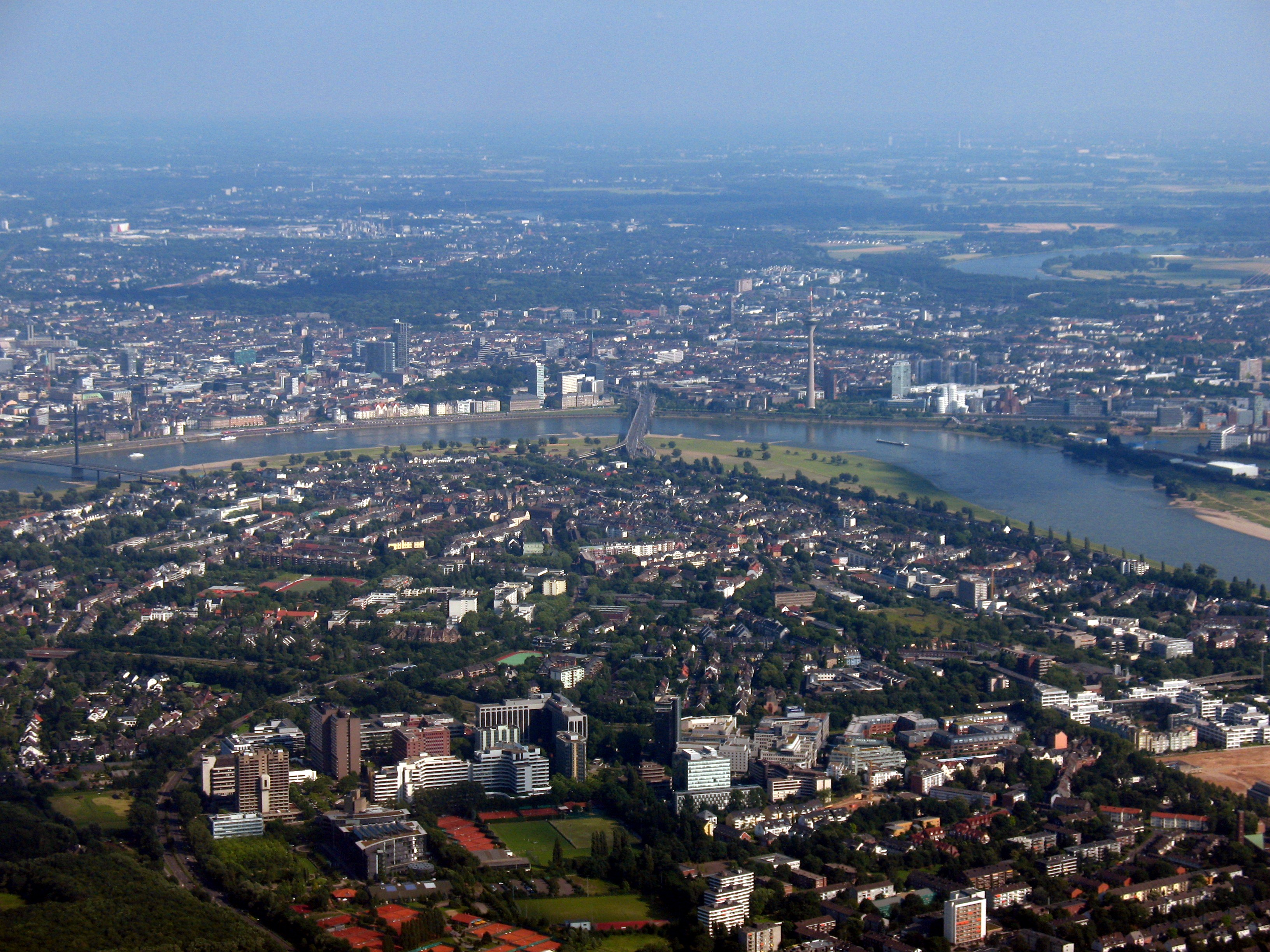
Vista aèria de la ciutat de Düsseldorf, seu del festival.

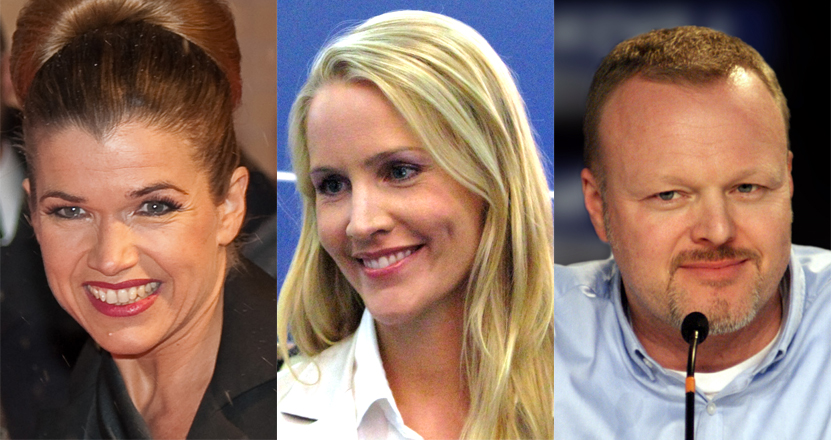
Presentadors: Anke Engelke, Judith Rakers i Stefan Raab.

Tradicionalment, el festival és acollit per la capital de cada país, ja que normalment n'és la ciutat més important i desenvolupada i, per tant, la que té la millor infraestructura per realitzar un esdeveniment de tal envergadura. Des de l'edició de 1994, l'esdeveniment s'ha realitzat a la capital de cada país exceptuant l'edició de 1998 a Birmingham i l'edició de 2004 a Istanbul (que malgrat no ser la capital, era el principal centre urbà de Turquia). No obstant això, en el cas d'Alemanya, l'existència de diverses ciutats capaces d'organitzar el festival va generar una competició entre aquestes per determinar la seu definitiva. Fins i tot, cap de les dues edicions prèvies disputades al país germànic va ser realitzada a la capital, ja que es van dur a terme a Frankfurt del Main i Múnic. Poc després d'acabar l'edició de 2010, un total de vuit ciutats van anunciar les seves intencions d'albergar el certamen europeu: la capital Berlín, Colònia, Düsseldorf, Frankfurt del Main, Hamburg, Hannover, Gelsenkirchen i Múnic. Tot i que 23 ciutats van sol·licitar oficialment informació per organitzar l'esdeveniment, només quatre finalistes van ser anunciades pel comitè organitzador liderat per la NDR: Berlín, Hamburg, Hannover i Düsseldorf. D'acord amb alguns mitjans, les altes exigències establertes varen fer que Colònia i Múnic es retiressin.
La candidatura berlinesa va proposar la utilització d'una carpa als hangars de l'antic aeroport de Tempelhof, lloc que va acollir diferents fires i esdeveniments després del seu tancament, però que presentava l'inconvenient de tenir una capacitat reduïda de 9.000 espectadors. Hamburg i Hannover van proposar també llocs destinats a fires, després que els seus respectius estadis i pavellons ja estiguessin reservats per esdeveniments o partits de la Bundesliga. Fins i tot, el 31 de maig de 2010 el canal alemany ARD havia anunciat que l'elecció de Hannover o Hamburg seria poc probable, perquè les ciutats no estarien disponibles pel festival els dies en què inicialment se celebraria (del 17 al 21 de maig), tot i que amb el canvi de dates, ambdues ciutats van ser elegibles per albergar l'esdeveniment. Més endavant, el 2 d'octubre de 2010, es va anunciar que Hamburg no seria elegida degut a no poder garantir el finançament requerit.
Malgrat que Berlín i Hamburg (l'anomenada «capital eurovisiva d'Alemanya») semblaven ser originalment les preferides, la proposta de Düsseldorf va acabar convencent als organitzadors. La capital de l'estat de Renània del Nord-Westfàlia va presentar l'única seu multipropòsit d'entre les quatre candidates: l'ESPIRIT Arena. El recinte fou inaugurat el 2004 per substituir l'antic Rheinstadion i té una capacitat màxima de fins a 60.000 espectadors, tot i que durant la celebració del festival, va proposar un aforament de 35.000 espectadors. L'únic problema mencionat per Düsseldorf va ser la realització d'una fira amb desenes de milers d'assistents durant la mateixa data, per la qual cosa provocaria l'escasseig d'allotjament disponible per als visitants, davant la qual cosa es va proposar utilitzar habitacions de ciutats properes a l'àrea Rin-Ruhr i fins i tot 2.000 llits en barques estacades al Rin.

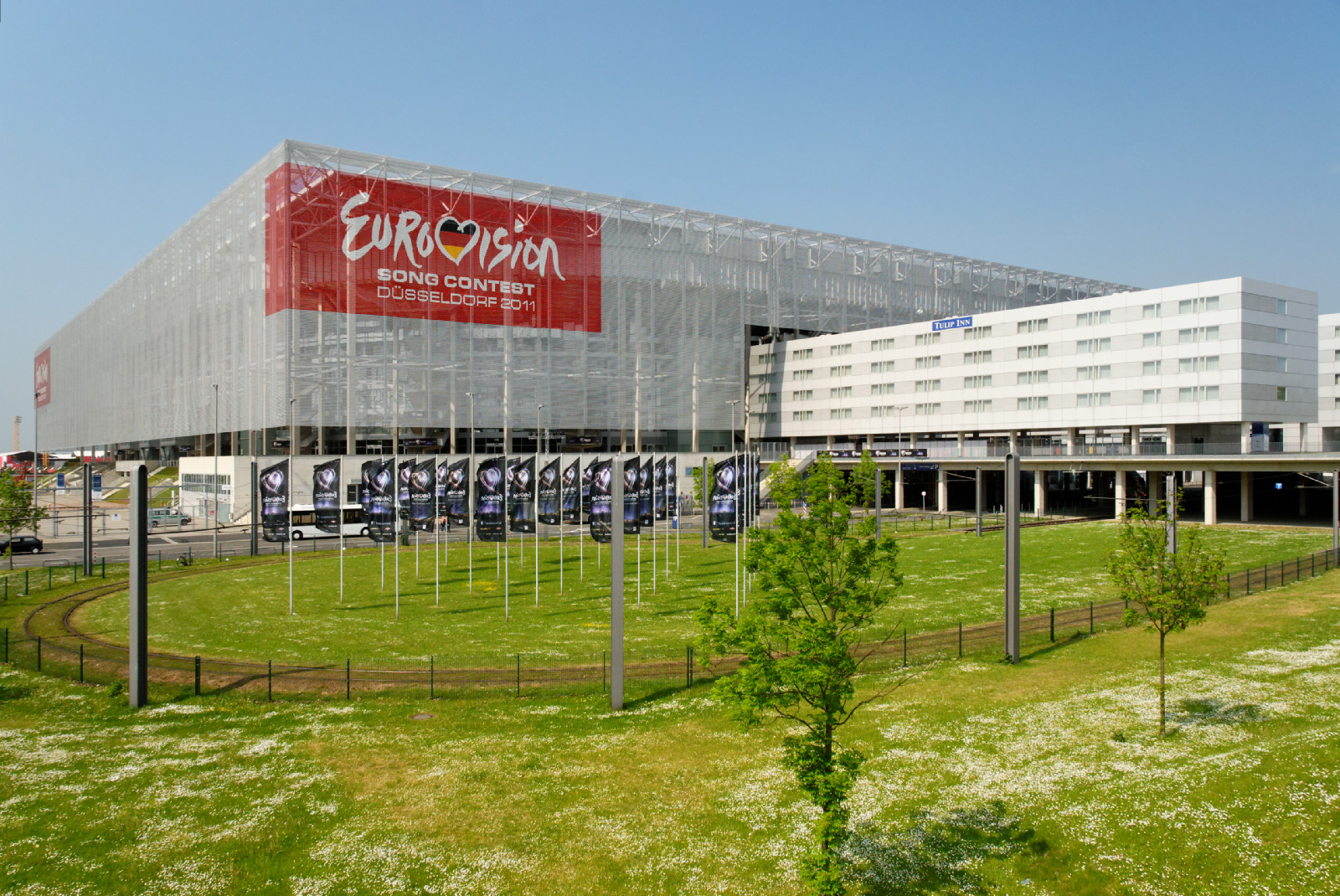
ESPRIT arena, seu del festival.

Finalment, el 12 d'octubre de 2010, Düsseldorf va ser elegida per acollir el festival, perquè es va considerar que el seu pla de celebrar el festival a l'ESPIRIT Arena era el més idoni. Per l'habilitació del pavelló, l'organització va arrendar l'espai durant les sis setmanes prèvies al festival, la qual cosa va obligar a l'equip Fortuna Düsseldorf de la segona divisió de la Bundesliga a buscar una seu alternativa; i tot i que inicialment es va proposar utilitzar el Paul-Janes-Stadion com a alternativa, finalment es va decidir utilitzar els camps auxiliars d'entrenament, instal·lant seients temporals amb un cost d'1,5 milions d'euros.
| Esdeveniment      | Data i hora             | Preus      |
| ----------------- | ----------------------- | ---------- |
| Primera semifinal | 10 de maig, 21:00 (CET) | 19 a 119 € |
| Segona semifinal  | 12 de maig, 21:00 (CET) | 19 a 119 € |
| Gran final        | 14 de maig, 21:00 (CET) | 89 a 189 € |

### Identitat visual

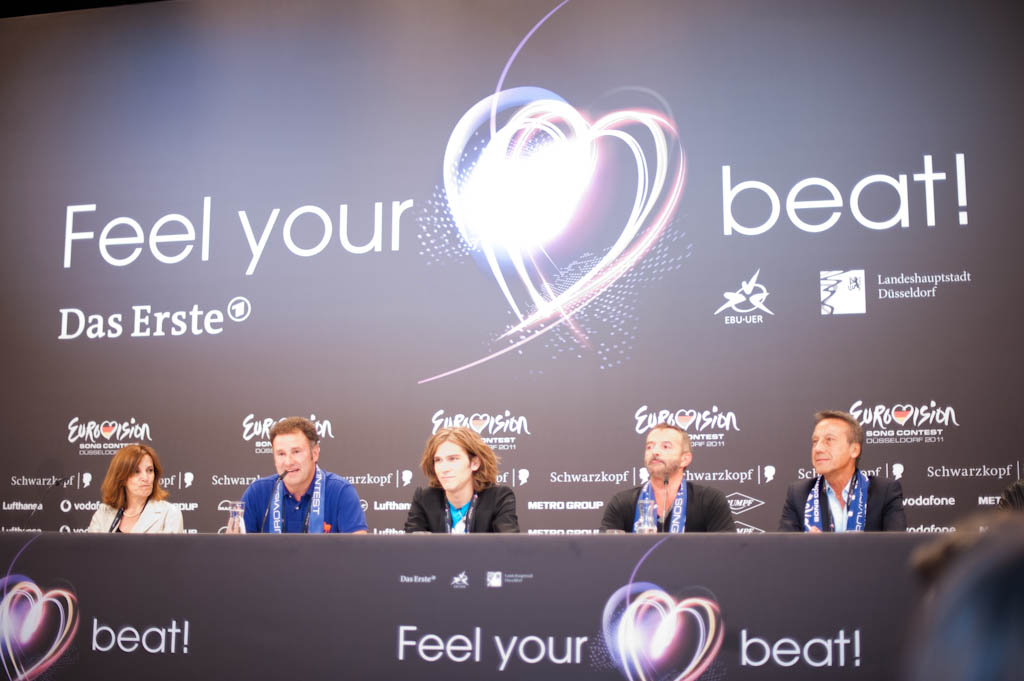
Conferència de premsa d'Amaury Vassili. El fons inclou el logotip i l'emblema d'aquesta edició.

Tal com s'havia fet en edicions anteriors, des de l'adopció de l'isotip genèric d'Eurovisió el 2004, l'organització d'aquesta edició va utilitzar una identitat visual pròpia per al desenvolupament del festival.
El principal emblema d'aquesta identitat visual va ser un cor format amb llums de colors sobre un fons violeta fosc. La idea va sortir després que la guanyadora de l'edició de 2010, Lena Meyer-Landrut, fes aquest símbol amb els dits de la mà una vegada fou anunciada la seva victòria a Oslo. Juntament amb el logo, es va utilitzar l'eslògan «Feel your heart beat!» («Sent bategar el teu cor» en català). Ambdós símbols es van utilitzar per a les portades dels discs, fotografies, llocs web i milers d'altres aplicacions. Durant el festival, prèviament a cada cançó es van presentar petits vídeos (coneguts com a «postcards» o «postals») on es mostraven persones originàries del país participant que vivien a Alemanya i finalitzaven el seu vídeo amb l'eslògan en l'idioma oficial de cada país i el logotip de l'esdeveniment amb els colors de la bandera de cada país.
L'escenari va tenir una forma circular, i a través d'una passarel·la va connectar amb un altre escenari més petit ubicat entre el públic. Al darrere de l'escenari, es va ubicar una pantalla amb llums led. Durant la final, la pantalla es va dividir en dos permetent mostrar a l'audiència la «Green room» («Sala verda»), on s'ubiquen els artistes per a conèixer el resultat de les votacions.

## Països participants

Països participants el 2011.
Països participants el 2011 però eliminats a les semifinals.
Països participants en el passat, però no el 2011.

L'organització del festival va anunciar que els països que volien participar en l'esdeveniment tenien fins al 20 de desembre de 2010 per a preinscriure's al certamen i fins al 25 de desembre per confirmar la seva participació o retirar-se sense pagar cap multa. La llista oficial dels països participants es va donar a conèixer el 31 de desembre de 2010, totalitzant 43 inscrits i igualant la marca establerta al festival de 2008.
Quatre països van retornar al festival. Àustria va ser un dels primers països a confirmar el seu retorn a través de l'Österreichischer Rundfunk, poques setmanes després de ser elegit el seu país veí, Alemanya, com a organitzador de l'esdeveniment. Els rumors d'un retorn per part d'Itàlia van anar en augment, especialment després que l'organització del programa X Factor anunciés que el seu guanyador podria participar a Eurovisió en lloc d'anar al Festival de la cançó de Sanremo com de costum; no obstant això, només el 2 de desembre, la RAI va anunciar oficialment el retorn al concurs en el qual varen participar des de la primera edició, després de 13 anys d'absència. El retorn italià va generar expectatives d'un retorn de San Marino, especialment perquè la RAI és un dels principals inversionistes de SMRTV, el seu canal representant davant la UER; els rumors es concretarien quan San Marino es va inscriure a la llista provisional i dies després, el 22 de desembre, confirmés la seva segona participació a Eurovisió. En el cas d'Hongria, el canal Duna TV va intentar incorporar-se a la UER, anunciant que en aquest cas participaria a Eurovisió, mentre l'estatal MTV va rebutjar participar-hi inicialment; no obstant això, la UER va decidir rebutjar l'ingrés del canal privat, i MTV va confirmar posteriorment el seu retorn al Festival.
Tot i que una enquesta dels seus espectadors donava suport a la participació del país el 2011, Slovenská televízia va anunciar inicialment que Eslovàquia no participaria el 2011 degut a les severes dificultats econòmiques que travessava el canal, que van incloure un dràstic retall al seu pressupost, la fusió de l'ens televisiu amb Slovenský rozhlas i l'eliminació de diverses emissores de ràdio i canals de televisió amb la finalitat d'abaratir costos. No obstant això, aquesta postura canviaria en les setmanes següents, després que el país s'inscrigués en el llistat i finalment aconseguís arreglar la situació per confirmar la seva participació en el festival. Això va permetre que Eslovàquia ampliés el termini per decidir la seva participació mentre buscava algun patrocinador per al concurs, tot i que finalment en no trobar-lo el país va anunciar la seva retirada del certamen, el 7 de gener de 2011. La situació novament es va revertir amb la publicació dels preparatius del sorteig de les semifinals realitzat per la UER, en el qual Eslovàquia va continuar com a participant confirmat.
Va haver-hi dubtes sobre la participació d'Israel, perquè tant la data de la primera semifinal com el seu respectiu assaig coincidien amb festivitats civicoreligioses (el Iom ha-Atsmaüt i el Iom ha-Zikkaron, respectivament). No obstant això, la Unió Europea de Radiodifusió va permetre que el país competís a la segona semifinal, entre la primera i la desena posició.
Quant a Andorra, el director de Ràdio i Televisió d'Andorra, Jordi Marticella, va confirmar que el canal no participaria el 2011 degut a dificultats econòmiques i que aquesta decisió era, de moment, indefinida. Liechtenstein va intentar participar per primera vegada, després que l'únic canal de televisió del principat, 1 FLTV, enviés una sol·licitud per a ingressar a la Unió Europea de Radiodifusió, però aquesta va ser rebutjada per la 65a Assemblea General de la UER, celebrada a Ginebra (Suïssa). Liechtenstein ja havia intentat participar amb anterioritat el 1976, però li fou impossible fer-ho en no tenir un ens de radiodifusió nacional. La possibilitat del retorn de Montenegro va ser bastant forta, especialment després que el cap de la delegació de la RTCG inscrigués el país en la llista provisional de participants, però dies abans del termini final, el canal va renunciar a la participació després que no aconseguís trobar suficients fons per sostenir una candidatura.
Tal com en anys anteriors, cinc països van accedir directament a la final, tot i que en aquesta oportunitat el dret d'amfitrió no va ser considerat. El grup de finalistes directes, tradicionalment conegut com a Big 4 i format per l'amfitriona Alemanya, França, Espanya i el Regne Unit, es va ampliar a Itàlia després de la seva reincorporació al concurs. D'aquesta manera, el país transalpí es classificà directament, en ser un dels que més diners aporta a la Unió Europea de Radiodifusió.

### Cançons i selecció
43 països van participar en aquesta edició del Festival d'Eurovisió. Quatre països, Àustria, Hongria, Itàlia i San Marino varen tornar al certamen. Aquesta és la llista oficial dels països participants emesa per la UER:
| País i TV                        | Títol original de la cançó     | Artista                       | Procés i data de selecció                          |
| País i TV                        | Traducció en català            | Idiomes                       | Procés i data de selecció                          |
| -------------------------------- | ------------------------------ | ----------------------------- | -------------------------------------------------- |
| Albània · RTSH                   | Feel the passion               | Aurela Gace                   | Festivali I Këngës 49, 25-12-10                    |
| Albània · RTSH                   | Sent la passió                 | Anglès i albanès              | Festivali I Këngës 49, 25-12-10                    |
| Alemanya · NDR                   | Taken by a stranger            | Lena Meyer-Landrut            | Unser Song für Deutschland, 18-02-11               |
| Alemanya · NDR                   | Presa per un estrany           | Anglès                        | Unser Song für Deutschland, 18-02-11               |
| Armènia · ARMTV                  | Boom Boom                      | Emmy Bejanyan                 | Final nacional, 05-03-11                           |
| Armènia · ARMTV                  | -                              | Anglès                        | Final nacional, 05-03-11                           |
| Àustria · ORF                    | The secret is love             | Nadine Beiler                 | Düsseldorf Wir Kommen, 25-02-11                    |
| Àustria · ORF                    | El secret és l'amor            | Anglès                        | Düsseldorf Wir Kommen, 25-02-11                    |
| Azerbaidjan · Ictimai            | Running scared                 | Ell & Nikki                   | Final nacional, 11-02-11                           |
| Azerbaidjan · Ictimai            | Fugint espantat                | Anglès                        | Final nacional, 11-02-11                           |
| Bèlgica · RTBF                   | With love baby                 | Witloof Bay                   | Eurovision 2011: Qui? A vous de choisir!, 12-02-11 |
| Bèlgica · RTBF                   | Amb amor, carinyo              | Anglès                        | Eurovision 2011: Qui? A vous de choisir!, 12-02-11 |
| Belarús · BTRC                   | I love Belarus                 | Anastasia Vinnikova           | Elecció interna, 28-02-11                          |
| Belarús · BTRC                   | M'encanta Belarús              | Anglès                        | Elecció interna, 28-02-11                          |
| Bòsnia i Hercegovina · BHRT      | Love in rewind                 | Dino Merlin                   | Elecció interna, 20-02-11                          |
| Bòsnia i Hercegovina · BHRT      | Amor rebobinat                 | Anglès                        | Elecció interna, 20-02-11                          |
| · Televisió Nacional de Bulgària | Na inat                        | Poli Genova                   | Final nacional, 23-02-11                           |
| · Televisió Nacional de Bulgària | No importa el què              | Búlgar                        | Final nacional, 23-02-11                           |
| Croàcia · HRT                    | Celebrate                      | Daria Kinzering               | DORA - Let's go to Eurovision, 05-03-11            |
| Croàcia · HRT                    | Celebrar                       | Anglès                        | DORA - Let's go to Eurovision, 05-03-11            |
| Dinamarca · DR                   | New tomorrow                   | A Friend in London            | Dansk Melodi Grand Prix, 26-02-11                  |
| Dinamarca · DR                   | Un nou demà                    | Anglès                        | Dansk Melodi Grand Prix, 26-02-11                  |
| Eslovàquia · STV                 | I'm still alive                | TWiiNS                        | Elecció interna, 18-02-11                          |
| Eslovàquia · STV                 | Segueixo viva                  | Anglès                        | Elecció interna, 18-02-11                          |
| Eslovènia · RTVSLO               | No one                         | Maja Keuc                     | EMA, 27-02-11                                      |
| Eslovènia · RTVSLO               | Ningú                          | Anglès                        | EMA, 27-02-11                                      |
| Espanya · TVE                    | Que me quiten lo bailao        | Lucía Pérez                   | Destino Eurovisión 2011, 18-02-11                  |
| Espanya · TVE                    | No poden prendre'm la diversió | Castellà                      | Destino Eurovisión 2011, 18-02-11                  |
| Estònia · ERR                    | Rockefeller Street             | Getter Jaani                  | Eesti Laul, 26-02-11                               |
| Estònia · ERR                    | Carrer Rockefeller             | Anglès                        | Eesti Laul, 26-02-11                               |
| Finlàndia · YLE                  | Da, da, dam                    | Paradise Oskar                | Euroviisut, 12-02-11                               |
| Finlàndia · YLE                  | -                              | Anglès                        | Euroviisut, 12-02-11                               |
| França · France 3                | Sognu                          | Amaury Vassili                | Elecció interna, 05-02-11                          |
| França · France 3                | Somni                          | Cors                          | Elecció interna, 05-02-11                          |
| Geòrgia · GPB                    | One more day                   | Eldrine                       | Final nacional, 19-02-11                           |
| Geòrgia · GPB                    | Un dia més                     | Anglès                        | Final nacional, 19-02-11                           |
| Grècia · ERT                     | Watch my dance                 | Lukas Yiorkas amb Stereo Mike | Final Nacional, 02-03-11                           |
| Grècia · ERT                     | Mira el meu ball               | Anglès i grec                 | Final Nacional, 02-03-11                           |
| Hongria · MTV                    | What about my dreams?          | Kati Wolf                     | Elecció interna, 09-03-11                          |
| Hongria · MTV                    | Què passa amb els meus somnis? | Anglès i hongarès             | Elecció interna, 09-03-11                          |
| Irlanda · RTÉ                    | Lipstick                       | Jedward                       | Eurosong, 11-02-11                                 |
| Irlanda · RTÉ                    | Pintallavis                    | Anglès                        | Eurosong, 11-02-11                                 |
| Islàndia · RÚV                   | Coming home                    | Sigurjón's Friends            | Söngvakeppni Sjónvarpsins, 12-02-11                |
| Islàndia · RÚV                   | Tornant cap a casa             | Anglès                        | Söngvakeppni Sjónvarpsins, 12-02-11                |
| Israel · IBA                     | Ding Dong                      | Dana International            | Kdam Eurovision, 08-03-11                          |
| Israel · IBA                     | -                              | Hebreu i anglès               | Kdam Eurovision, 08-03-11                          |
| Itàlia · RAI                     | Madness of love                | Raphael Gualazzi              | Festival de la cançó de Sanremo, 19-02-11          |
| Itàlia · RAI                     | Bogeria d'amor                 | Italià i anglès               | Festival de la cançó de Sanremo, 19-02-11          |
| Letònia · LTV                    | Angel in disguise              | Musiqq                        | Eirodziesma, 26-02-11                              |
| Letònia · LTV                    | Àngel disfressat               | Anglès                        | Eirodziesma, 26-02-11                              |
| Lituània · LRT                   | C'est ma vie                   | Evelina Sašenko               | Final nacional, 24-02-11                           |
| Lituània · LRT                   | És la meva vida                | Anglès i francès              | Final nacional, 24-02-11                           |
| ARI de Macedònia · MKRTV         | Rusinka                        | Vlatko Ilievski               | Skopje Fest, 27-02-11                              |
| ARI de Macedònia · MKRTV         | Russa                          | Macedònic                     | Skopje Fest, 27-02-11                              |
| República de Malta · PBS         | One life                       | Glen Vella                    | Malta EuroSong, 12-02-2011                         |
| República de Malta · PBS         | Una vida                       | Anglès                        | Malta EuroSong, 12-02-2011                         |
| Moldàvia · TRM                   | So lucky                       | Zdob şi Zdub                  | O melodie pentru Europa, 26-02-2011                |
| Moldàvia · TRM                   | Tan afortunat                  | Anglès                        | O melodie pentru Europa, 26-02-2011                |
| Noruega · NRK                    | Haba Haba                      | Stella Mwangi                 | Melodi Grand Prix, 12-02-11                        |
| Noruega · NRK                    | A poc a poc                    | Anglès i suahili              | Melodi Grand Prix, 12-02-11                        |
| Països Baixos · TROS             | Never alone                    | 3Js                           | Nationaal Songfestival, 30-01-11                   |
| Països Baixos · TROS             | Mai sol                        | Anglès                        | Nationaal Songfestival, 30-01-11                   |
| Polònia · TVP                    | Jestem                         | Magdalena Tul                 | Krajowe Eliminacje, 14-02-11                       |
| Polònia · TVP                    | Jo sóc                         | Polonès                       | Krajowe Eliminacje, 14-02-11                       |
| Portugal · RTP                   | A luta é alegria               | Homens da Luta                | Festival RTP da Canção, 05-03-11                   |
| Portugal · RTP                   | La lluita és alegria           | Portuguès                     | Festival RTP da Canção, 05-03-11                   |
| Regne Unit · BBC                 | I can                          | Blue                          | Elección interna, 29-01-11                         |
| Regne Unit · BBC                 | Puc                            | Anglès                        | Elección interna, 29-01-11                         |
| Romania · TVR                    | Change                         | Hotel FM                      | Selecţia Naţională, 31-12-10                       |
| Romania · TVR                    | Canviar                        | Anglès                        | Selecţia Naţională, 31-12-10                       |
| Rússia · C1R                     | Get you                        | Alexey Vorobyov               | Elecció interna, 12-03-11                          |
| Rússia · C1R                     | Atrapar-te                     | Anglès                        | Elecció interna, 12-03-11                          |
| San Marino · SMRTV               | Stand by                       | Senit                         | Elecció interna, gener de 2011                     |
| San Marino · SMRTV               | Hi seré present                | Anglès                        | Elecció interna, gener de 2011                     |
| Sèrbia · RTS                     | Čaroban                        | Nina                          | Pesma za Evropu, 26-02-11                          |
| Sèrbia · RTS                     | Màgic                          | Serbi                         | Pesma za Evropu, 26-02-11                          |
| Suècia · SVT                     | Popular                        | Eric Saade                    | Melodifestivalen 2011, 12-03-11                    |
| Suècia · SVT                     | Popular                        | Anglès                        | Melodifestivalen 2011, 12-03-11                    |
| Suïssa · SRG SSR idée suisse     | In love for a while            | Anna Rossinelli               | Die grosse Entschendiungs Show, 11-12-10           |
| Suïssa · SRG SSR idée suisse     | Enamorada per una estona       | Anglès                        | Die grosse Entschendiungs Show, 11-12-10           |
| Turquia · TRT                    | Live it up                     | Yüksek Sadakat                | Elecció interna, 2011                              |
| Turquia · TRT                    | Viu-ho al màxim                | Anglès                        | Elecció interna, 2011                              |
| Ucraïna · NTU                    | Angel                          | Mika Newton                   | Final nacional, 26-02-2011                         |
| Ucraïna · NTU                    | Àngel                          | Anglès                        | Final nacional, 26-02-2011                         |
| Xipre · CyBC                     | San aggelos s'agapisa          | Christos Mylordos             | Performance, 10-09-10                              |
| Xipre · CyBC                     | Et vaig voler com un àngel     | Grec                          | Performance, 10-09-10                              |

### Sorteig de semifinals
Els sis bombos van quedar de la següent forma:
| Bombo 1                                                                                     | Bombo 2                                                         | Bombo 3                                                                  | Bombo 4                                                        | Bombo 5                                                                  | Bombo 6                                                            |
| ------------------------------------------------------------------------------------------- | --------------------------------------------------------------- | ------------------------------------------------------------------------ | -------------------------------------------------------------- | ------------------------------------------------------------------------ | ------------------------------------------------------------------ |
| - Albània - Bòsnia i Hercegovina - Croàcia - Eslovènia - ARI de Macedònia - Sèrbia - Suïssa | - Dinamarca - Estònia - Finlàndia - Islàndia - Noruega - Suècia | - Azerbaidjan - Belarús - Geòrgia - Israel - Moldàvia - Rússia - Ucraïna | - Armènia - Bèlgica - Grècia - Països Baixos - Turquia - Xipre | - Irlanda - Letònia - Lituània - República de Malta - Portugal - Romania | - Àustria - Bulgària - Eslovàquia - Hongria - Polònia - San Marino |

Després del sorteig que es va celebrar el 17 de gener a Düsseldorf, les dues semifinals van quedar establertes de la següent forma:
| 1a semifinal 10 de maig de 2011                                                                  | 1a semifinal 10 de maig de 2011                                                                             | 2a semifinal 12 de maig de 2011                                                                             | 2a semifinal 12 de maig de 2011                                                                                 |
| ------------------------------------------------------------------------------------------------ | --- | --- | --- |
| Albània · Finlàndia · Armènia · Suïssa · Noruega · Turquia · Geòrgia · Sèrbia · Rússia · Polònia | Croàcia · Azerbaidjan · Hongria · Lituània · República de Malta · San Marino · Islàndia · Grècia · Portugal | Països Baixos · Bòsnia i Hercegovina · Ucraïna · Xipre · Àustria · Suècia · Moldàvia · Bèlgica · Eslovàquia | Israel* · ARI de Macedònia · Belarús · Dinamarca · Bulgària · Letònia · Estònia · Romania · Eslovènia · Irlanda |
| Només votació: · Espanya · Regne Unit ·                                                          | Només votació: · Espanya · Regne Unit ·                                                                     | Només votació: · Alemanya · França · Itàlia                                                                 | Només votació: · Alemanya · França · Itàlia                                                                     |

Països participants a la Primera semifinal.
Països votants a la Primera semifinal.
Països participants a la Segona semifinal.
Països votants a la Segona semifinal.

- Israel: En celebrar-se una festa religiosa el dia de la primera semifinal, la UER va negociar amb Israel perquè pogués participar fent que li donessin una plaça a la segona semifinal sense que es presentés al sorteig de semifinals.

### Altres membres de la UER que no hi participen
- Andorra: La RTVA va confirmar el 6 d'octubre de 2010 que la cadena no disposava del pressupost suficient per a poder participar en el Festival de 2011. A diferència de 2010, la televisió andorrana va descartar la cerca de possibles patrocinadors degut a la manca d'un projecte que els pogués motivar i al mateix desinterès de la RTVA.
- Luxemburg: La RTL no participa en el Festival des de 1993.
- Mònaco: La TMC Monte Carlo es va retirar després del Festival de 2006 i no ha tornat a participar-hi degut a la manca de suport pressupostari per part del govern del Principat.
- Montenegro: La RTCG va confirmar la seva preinscripció al Festival de 2011, però apuntant que podria retirar-se abans del límit final fixat per l'UER (25 de desembre de 2010), donat la seva dependència de l'aportació financera d'algun patrocinador per poder costejar la seva participació. El 23 de desembre de 2010, el propi ens montenegrí va anunciar al seu web que no podia finançar la seva participació, i que per tant, retirava la seva inscripció al Festival. El país balcànic va participar per darrer cop el 2009.
- Txèquia: Un portaveu de la CT va declarar a un web txec que l'ens no retornaria al Festival fins que "hi hagués canvis fonamentals" que fessin més atractiu el Festival al públic txec. La República Txeca va participar per darrer cop al 2009.

Els membres restants de la UER (Marroc, Algèria, Tunísia, Líbia, Egipte, Líban i Jordània) no han participat mai al Festival (excepte el Marroc el 1980) i tampoc han mostrat un veritable interès a fer-ho, per raons culturals, polítiques i econòmiques.
L'únic ens televisiu amb seu a Liechtenstein, 1FLTV, va sol·licitar l'adhesió a la UER com a membre actiu al juliol de 2010, però finalment la seva sol·licitud va ser denegada per l'organisme responsable del Festival, el que no permetrà al Principat fer el seu debut el 2011, tal com havien previst.

### Cobertura
Totes les televisions associades a la UER i que envien un representant per a una edició del festival són obligades a transmetre en directe com a mínim la semifinal en la qual competeixen i la final (el Big 5 i els finalistes directes, obligatòriament transmeten la final i una de les dues semifinals). No obstant això, tots els països poden transmetre la semifinal en la qual no participen, amb la possibilitat de transmetre-la en diferit.
Gràcies a Internet, el certamen pot veure's des de qualsevol part del món. A més, diferents canals de televisió, tant de països europeus que no participen en el festival o que no pertanyen a la UER, van transmetre el festival ja fos en directe o en diferit. També diverses televisions europees van emetre el festival a través de les seves senyals internacionals.
A més dels 43 països participants, 4 països més van retransmetre el festival. Malgrat no ser apta per participar, Austràlia va retransmetre el concurs a través de la Special Broadcasting Service (SBS), tal com havia fet en anys anteriors. Com ocorre des de 2009, la retransmissió va incloure comentaris locals i segments presentats per Julia Zemiro i Sam Pang. La primera semifinal va ser emesa el 13 de maig de 2011, la segona el 14 de maig i la final, el 15 de maig. En el cas de Nova Zelanda, el concurs va ser transmès per Triangle TV, canal per satèl·lit de STRATOS, que va transmetre les semifinals i la final en diferit. A Europa, malgrat que no van participar en aquest esdeveniment, els habitants de les illes Fèroe (Sjónvarp Føroya), i Kosovo (RTK) van poder veure el concurs. Per altra banda, Groenlàndia (KNR) va retransmetre tant la segona semifinal com la final del certamen utilitzant els comentaris de la Danmarks Radio. A Àsia, Kazakhstan (Yel Arna) va transmetre tot el certamen.

## Resultats

### Primera semifinal. 10 de maig de 2011
| Nº | País        | Intèrpret(s)                   | Cançó                 | Posició | Punts |
| -- | ----------- | ------------------------------ | --------------------- | ------- | ----- |
| 01 | Polònia     | Magdalena Tul                  | Jestem                | 19      | 18    |
| 02 | Noruega     | Stella Mwangi                  | Haba, haba            | 17      | 30    |
| 03 | Albània     | Aurela Gace                    | Feel the passion      | 14      | 47    |
| 04 | Armènia     | Emmy                           | Boom Boom             | 11      | 54    |
| 05 | Turquia     | Yüksek Sadakat                 | Live it up            | 13      | 47    |
| 06 | Sèrbia      | Nina                           | Čaroban               | 8       | 67    |
| 07 | Rússia      | Alexey Vorobyov                | Get you               | 9       | 64    |
| 08 | Suïssa      | Anna Rossinelli                | In love for a while   | 10      | 55    |
| 09 | Geòrgia     | Eldrine                        | One more day          | 6       | 74    |
| 10 | Finlàndia   | Paradise Oskar                 | Da, da, dam           | 3       | 103   |
| 11 | Malta       | Glen Vella                     | One life              | 12      | 54    |
| 12 | San Marino  | Senit                          | Stand by              | 16      | 34    |
| 13 | Croàcia     | Daria Kinzer                   | Celebrate             | 15      | 41    |
| 14 | Islàndia    | Sigurjón's Friends             | Coming home           | 4       | 100   |
| 15 | Hongria     | Kati Wolf                      | What about my dreams? | 7       | 72    |
| 16 | Portugal    | Homens da Luta                 | A luta é alegria      | 18      | 22    |
| 17 | Lituània    | Evelina Sašenko                | C'est ma vie          | 5       | 81    |
| 18 | Azerbaidjan | Ell & Nikki                    | Running scared        | 2       | 122   |
| 19 | Grècia      | Loucas Yiorkas amb Stereo Mike | Watch my dance        | 1       | 133   |

### Segona semifinal. 12 de maig de 2011
| Nº | País                 | Intèrpret(s)        | Cançó                 | Posició | Pts. |
| -- | -------------------- | ------------------- | --------------------- | ------- | ---- |
| 01 | Bòsnia i Hercegovina | Dino Merlin         | Love in rewind        | 5       | 109  |
| 02 | Àustria              | Nadine Beiler       | The secret is love    | 7       | 69   |
| 03 | Països Baixos        | 3Js                 | Never alone           | 19      | 13   |
| 04 | Bèlgica              | Witloof Bay         | With love baby        | 11      | 53   |
| 05 | Eslovàquia           | TWiiNS              | I'm still alive       | 12      | 48   |
| 06 | Ucraïna              | Mika Newton         | Angel                 | 6       | 81   |
| 07 | Moldàvia             | Zdob şi Zdub        | So lucky              | 10      | 54   |
| 08 | Suècia               | Eric Saade          | Popular               | 1       | 155  |
| 09 | Xipre                | Christos Mylordos   | San aggelos s'agapisa | 18      | 16   |
| 10 | Bulgària             | Poli Genova         | Na inat               | 13      | 48   |
| 11 | ARI de Macedònia     | Vlatko Ilievski     | Rusinka               | 16      | 36   |
| 12 | Israel               | Dana International  | Ding Dong             | 15      | 38   |
| 13 | Eslovènia            | Maja Keuc           | No one                | 3       | 112  |
| 14 | Romania              | Hotel FM            | Change                | 4       | 111  |
| 15 | Estònia              | Getter Jaani        | Rockefeller street    | 9       | 60   |
| 16 | Belarús              | Anastasia Vinnikova | I love Belarus        | 14      | 45   |
| 17 | Letònia              | Musiqq              | Angel in disguise     | 17      | 25   |
| 18 | Dinamarca            | A Friend in London  | New tomorrow          | 2       | 135  |
| 19 | Irlanda              | Jedward             | Lipstick              | 8       | 68   |

### Final. 14 de maig de 2011
| Nº | País                 | Intèrpret(s)                       | Cançó                   | Posició | Pts. |
| -- | -------------------- | ---------------------------------- | ----------------------- | ------- | ---- |
| 1  | Finlàndia            | Paradise Oskar                     | Da, da, dam             | 21      | 57   |
| 2  | Bòsnia i Hercegovina | Dino Merlin                        | Love in rewind          | 6       | 125  |
| 3  | Dinamarca            | A Friend in London                 | New tomorrow            | 5       | 134  |
| 4  | Lituània             | Evelina Sašenko                    | C'est ma vie            | 19      | 63   |
| 5  | Hongria              | Kati Wolf                          | What about my dreams?   | 22      | 53   |
| 6  | Irlanda              | Jedward                            | Lipstick                | 8       | 119  |
| 7  | Suècia               | Eric Saade                         | Popular                 | 3       | 185  |
| 8  | Estònia              | Getter Jaani                       | Rockefeller street      | 24      | 44   |
| 9  | Grècia               | Loukas Giorkas junto a Stereo Mike | Watch my dance          | 7       | 120  |
| 10 | Rússia               | Alexey Vorobyov                    | Get you                 | 17      | 77   |
| 11 | França               | Amaury Vassili                     | Sognu                   | 15      | 82   |
| 12 | Itàlia               | Raphael Gualazzi                   | Madness of love         | 2       | 189  |
| 13 | Suïssa               | Anna Rossinelli                    | In love for a while     | 25      | 19   |
| 14 | Regne Unit           | Blue                               | I Can                   | 11      | 100  |
| 15 | Moldàvia             | Zdob şi Zdub                       | So lucky                | 12      | 97   |
| 16 | Alemanya             | Lena                               | Taken by a stranger     | 10      | 107  |
| 17 | Romania              | Hotel FM                           | Change                  | 16      | 77   |
| 18 | Àustria              | Nadine Beiler                      | The secret is love      | 18      | 64   |
| 19 | Azerbaidjan          | Ell & Nikki                        | Running scared          | 1       | 221  |
| 20 | Eslovènia            | Maja Keuc                          | No one                  | 13      | 96   |
| 21 | Islàndia             | Sigurjón's Friends                 | Coming home             | 20      | 61   |
| 22 | Espanya              | Lucía Pérez                        | Que me quiten lo bailao | 23      | 50   |
| 23 | Ucraïna              | Mika Newton                        | Angel                   | 4       | 159  |
| 24 | Sèrbia               | Nina                               | Čaroban                 | 14      | 85   |
| 25 | Geòrgia              | Eldrine                            | One more day            | 9       | 110  |

### Ordre de votació
| Ordre de votació | Ordre de votació | Ordre de votació | Ordre de votació | Ordre de votació |
| --- | --- | --- | --- | ---------------- |
| 1. Rússia · 2. Suïssa · 3. Xipre · 4. Lituània · 5. Suècia · 6. Moldàvia · 7. Geòrgia · 8. Bulgària · 9. ARI de Macedònia · 10. França · 11. Azerbaidjan | 12. Països Baixos · 13. Albània · 14. San Marino · 15. Finlàndia · 16. Romania · 17. Eslovènia · 18. Belarús · 19. Israel · 20. Armènia · 21. Grècia · 22. Itàlia | 23. Polònia · 24. Eslovàquia · 25. Regne Unit · 26. Ucraïna · 27. Dinamarca · 28. Croàcia · 29. Alemanya · 30. Noruega · 31. Hongria · 32. Bèlgica · 33. Turquia | 34. Portugal · 35. Bòsnia i Hercegovina · 36. Estònia · 37. Islàndia · 38. Espanya · 39. Àustria · 40. Irlanda · 41. Sèrbia · 42. Malta · 43. Letònia |                  |

### Màximes puntuacions
Després de la votació, els països que van rebre 12 punts en la Final van ser:
| N. | A                    | De                          |
| -- | -------------------- | --------------------------- |
| 5  | Bòsnia i Hercegovina | SRB · MKD · AUT · SUI · SVN |
| 4  | Itàlia               | SMR · ALB · ESP · LAT       |
| 3  | Azerbaidjan          | TUR · MLT · RUS             |
| 3  | Ucraïna              | ARM · AZE · SVK             |
| 3  | Dinamarca            | ISL · IRL · NED             |
| 3  | Irlanda              | SWE · DEN · GBR             |
| 3  | Geòrgia              | BLR · LTU · UKR             |
| 2  | Lituània             | GEO · POL                   |
| 2  | Suècia               | ISR · EST                   |
| 2  | França               | BEL · GRE                   |
| 2  | Espanya              | POR · FRA                   |
| 2  | Eslovènia            | BIH · CRO                   |
| 2  | Romania              | MDA · ITA                   |
| 1  | Finlàndia            | NOR                         |
| 1  | Hongria              | FIN                         |
| 1  | Grècia               | CYP                         |
| 1  | Regne Unit           | BUL                         |
| 1  | Moldàvia             | ROU                         |
| 1  | Àustria              | DEU                         |
| 1  | Islàndia             | HUN                         |

Els guanyadors van ser el duo azerià Ell & Nikki amb 221 punts. És el primer duo mixt que guanya el Festival des de 1963. El subcampió va ser l'italià Raphael Gualazzi, amb 189 punts, i el podi el va completar el suec Eric Saade amb 185 punts.